# نیروی هوایی بیستم
نیروی هوایی بیستم (انگلیسی: Twentieth Air Force) نیروی هوایی شماره‌دار نیروی هوایی ایالات متحده آمریکا و تحت امر فرماندهی تهاجم جهانی نیروی هوایی است، که ستاد مرکزی آن در پایگاه نیروی هوایی فرانسیس وارن، در ایالت وایومینگ قرار دارد.
ماموریت اصلی بیستمین نیروی هوایی، عملیات موشک‌های بالستیک بین قاره‌ای است. فرمانده نیروی هوایی بیستم، فرمانده گروه ویژه ۲۱۴ نیز هست که موشک‌های بالستیک قاره‌پیما را برای فرماندهی استراتژیک ایالات متحده آمریکا آماده می‌کند.
نیروی هوایی بیستم در تاریخ ۴ آوریل ۱۹۴۴ در واشنگتن دی سی تأسیس شد، که یک نیروی هوایی رزمی نیروی هوایی ارتش ایالات متحده بود که در جبهه اقیانوس آرام در خلال جنگ جهانی دوم مستقر شد. این نیرو در ابتدا از پایگاه‌هایی در هند فعالیت می‌کرد و از طریق پایگاه‌هایی در چین به عملیات می‌پرداخت، که بمباران استراتژیک جزایر اصلی ژاپن را انجام داد. این فرماندهی در اواخر سال ۱۹۴۴ به جزایر ماریانا نقل مکان کرد و تا زمان تسلیم ژاپن در اوت ۱۹۴۵، به بمباران استراتژیک علیه ژاپن ادامه داد. گروه ۵۰۹ مرکب از نیروی هوایی بیستم، بمباران اتمی هیروشیما و ناگاساکی را در اوت ۱۹۴۵ انجام داد و همچنان تنها سازمان نیروی هوایی است که از سلاح هسته‌ای در نبرد استفاده کرده است.
این نیرو که در ۱ مارس ۱۹۵۵ غیرفعال شده بود، در ۱ سپتامبر ۱۹۹۱ به عنوان بخشی از فرماندهی هوایی استراتژیک دوباره فعال شد و مسئولیت عملیاتی تمام موشک‌های بالستیک قاره‌پیمای ایالات متحده مستقر در زمین را برعهده گرفت.